# Belcebú

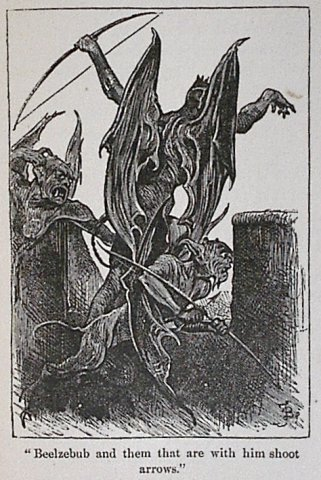
Ilustración de Belcebú perteneciente a la novela El progreso del peregrino de John Bunyan.

Belcebú (del hebreo: בַּעַל זְבוּב Ba'al Zəḇūḇ, entre otras variantes) es un nombre derivado de un dios adorado en la ciudad filistea de Ecrón, asociado con el dios Baal de la religión cananea. En tiempos posteriores fue considerado por el judaísmo y el cristianismo como el nombre de un demonio.
En fuentes teológicas cristianas, Belcebú es otro nombre para Satanás. Según algunos textos demonológicos, es uno de los siete príncipes del infierno. El Diccionario Infernal lo describe como un ser capaz de volar, conocido como el Señor de las Moscas.
En la tradición de Cábala, junto a Belial, son los regentes del qlifá llamado Ghagiel.
En los cultos satánicos, se considera uno de los demonios principales que conforman la falsa trinidad demoníaca junto a Lucifer y Leviatán.

## Etimología
Se cree que el término Baal-Zebub (pronunciado en hebreo Baal Zevuv), cuyo significado es Señor de las Moscas, originalmente habría hecho referencia a Ba’al Zebûl, es decir, «señor de la casa/morada/habitación», modificado por los masoretas como forma de burla del ídolo y sus adoradores.

## Descripción

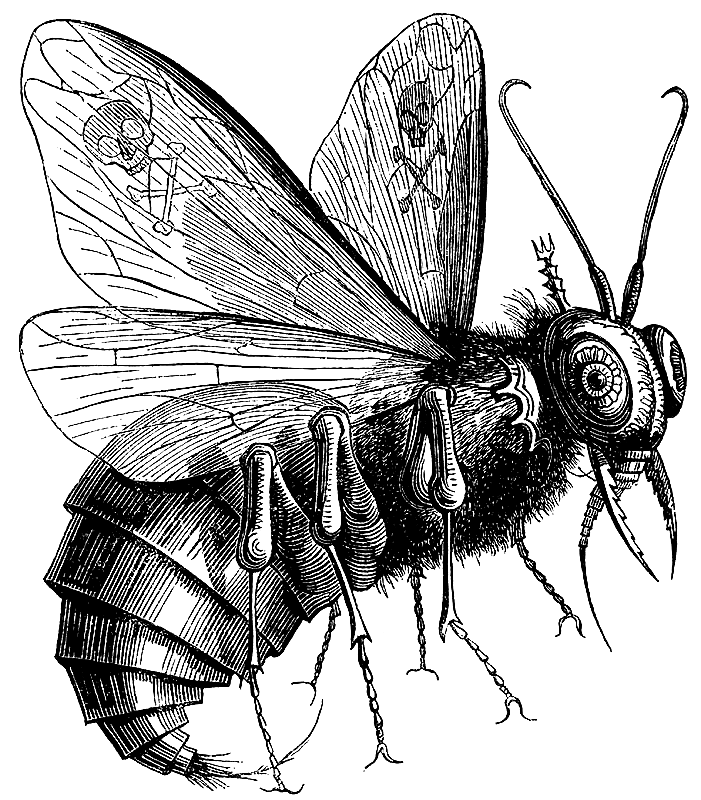
Belcebú por el Diccionario Infernal

Belcebú en sus formas alegóricas toma a veces una apariencia colosal; de rostro hinchado, coronado con una cinta de fuego, cornudo negro y amenazante, peludo y con alas de murciélago. 
En la literatura cristiana se empleó para designar al príncipe de los demonios, de acuerdo a la antigua costumbre hebrea de representar deidades ajenas en forma maligna. 
En el Testamento de Salomón (obra pseudoepigráfica de origen incierto), se dice que Belcebú fue esclavizado por Salomón; y bajo su mando, Salomón dispuso de todos los demonios que Belcebú tenía a sus órdenes para construir el templo de Jerusalén.
El escritor inglés y premio Nobel de literatura en 1983, William Golding, escribió una novela alegórica de la condición del hombre. La novela se titula El señor de las moscas (epíteto de Belcebú). En la novela se le representa mediante la cabeza de un jabalí clavada en una pica en un claro de un bosque y cortejada por miles de moscas que revolotean a su alrededor mientras se va pudriendo. 
En el relato bíblico el demonio asume diversos nombres, que corresponden a distintas manifestaciones de su maldad y de las tentaciones de pecado que ofrece a sus víctimas incesantemente. Sin embargo originalmente, en la tradición judeocristiana existen desde el demonio del dinero, Mammón, hasta el que produce olores fétidos, Belial.

## En la cultura popular

### Videojuegos
- Belcebú aparece como un jefe en el videojuego Castlevania: Symphony of the Night en el laboratorio de alquimia del castillo invertido. Es representado como un horrible zombi gigantesco de color verdoso, colgado de unas cadenas con garfios y rodeado de grandes moscas que al contacto producen envenenamiento. En el bestiario la descripción lo refiere como «señor de las moscas».
- En The Binding of Isaac: Rebirth y en The Binding of Isaac: Afterbirth aparece como una transformación del personaje principal al obtener 3 objetos relacionado con las moscas.
- En Helltaker aparece como el narrador del juego y en un final secreto.
- Es un demonio recurrente en la franquicia Megami tensei.
- Es un personaje jugable en el videojuego Granblue Fantasy: Versus.
- En Genshin Impact Belcebú es una arconte o diosa que gobierna sobre la ciudad-Estado Inazuma bajo el título de la sogún Raiden.
- Es un personaje principal en el videojuego otome japonés dirigido a público femenino Obey Me.
- Es un demonio que se puede invocar en Bayonetta 3.
- Es un demonio que es rey del infierno Avisos en el juego What In Hell is Bad?
- Está representado en el juego Sally Face dentro del capítulo 4. Está representado como la figura del minotauro, con cola de león y cabeza de cabra.

### Televisión
- Aparece en la segunda temporada de la serie de Netflix Chilling Adventures of Sabrina como uno de los tres reyes del infierno.
- Aparece en la serie de Amazon Prime Good Omens.
- Aparece en la serie de The CW Leyendas del mañana.
- Es mencionado en el séptimo episodio de la cuarta temporada de la serie de Fox y Netflix Vis a vis.
- Aparece en la serie web Helluva Boss.

### Manga
- En Beelzebub se representa a Belcebú como en el personaje Kaiser de Emperana Beelzebub IV.
- En Beelzebub-jou no Okinimesu mama uno de los personajes principales es Belcebú.
- Belcebú es uno de los trece representantes del bando de los dioses en el manga Shūmatsu no Valkyrie.
- En Digimon, Beelzebumon[4] (llamado en Occidente Beelzemon) y Beel Starmon,[5] así como sus distintas transformaciones, son un grupo de digimones demonio basados en Belcebú, siendo Beelzebumon un miembro de los siete grandes señores demonio, representando el pecado capital de la gula.
- En Black Clover, Belcebú es el demonio de Zenón, un miembro de la tríada oscura.
- En Tensei Shitara Slime Datta Ken, Belcebú es el nombre de la técnica definitiva del protagonista Rimuru Tempest luego de evolucionar a su grado de rey demonio.
- En Hunter × Hunter, la hormiga quimera Shaiapouf cuenta con una técnica titulada «Belcebú», la cual le permite romper su cuerpo en múltiples formas en miniatura de sí mismo.

### Música
- En la sección de ópera de la canción «Bohemian Rhapsody» de Queen, se habla de Belcebú.
- Es mencionado en numerosas canciones de la banda española Mägo de Oz, como en «Aquelarre», junto con Astarot, Lucifer y otros demonios.
- Asimismo, es mencionado en la canción «Paraside Lost» del dúo británico Delta Heavy.
- Adicionalmente, se hace referencia a Belcebú en la canción «Tripolar» del cantautor venezolano Canserbero.
- Al igual es mencionado en la canción «Gran vida» del rapero mexicano Alemán.
- En la canción de la banda sueca Ghost «Year Zero» se cita varias veces a Belcebú.
- Adicionalmente, se hace referencia a Belcebú en la canción «Luz del cantautor venezolano Lil Supa.
- Dark Polo Gang, hace referencia a Belcebú en la canción «SKU SKU».
- Belcebú es un personaje referente en el álbum Lo oculto y el placer de Yung Lucy, artista de música urbana, el cual es representado como un ente que se manifiesta a través de un televisor.
- Joaquín Sabina lo menciona en la canción «Whisky sin soda».
- Belcebú es mencionado en la canción «Anda suelto Satanás» de Luis Eduardo Aute.

### Literatura
- Aparece en el cuento de terror grotesco Fiesta de cumpleaños del escritor costarricense Ariel F. Cambronero Zumbado, publicado en la revista Palabrerías en 2018.[6] Belcebú es uno de los siete niños protagonistas, específicamente el relacionado con la coprofilia.